# World Grand Prix di pallavolo
Il World Grand Prix è stata una competizione pallavolistica per squadre nazionali organizzata dalla FIVB e si è svolta con cadenza annuale dal 1993 al 2017, sostituita, a partire dal 2018, dalla Volleyball Nations League.

## Edizioni
| Edizione      | Edizione                        | Podio       | Podio       | Podio         |
| Anno          | Organizzatore                   | Campione    | Seconda     | Terza         |
| ------------- | ------------------------------- | ----------- | ----------- | ------------- |
| 1993 Dettagli | Hong Kong                       | Cuba        | Cina        | Russia        |
| 1994 Dettagli | Shanghai                        | Brasile     | Cuba        | Cina          |
| 1995 Dettagli | Shanghai                        | Stati Uniti | Brasile     | Cuba          |
| 1996 Dettagli | Shanghai                        | Brasile     | Cuba        | Russia        |
| 1997 Dettagli | Kōbe                            | Russia      | Cuba        | Corea del Sud |
| 1998 Dettagli | Hong Kong                       | Brasile     | Russia      | Cuba          |
| 1999 Dettagli | Yuxi                            | Russia      | Brasile     | Cina          |
| 2000 Dettagli | Quezon                          | Cuba        | Russia      | Brasile       |
| 2001 Dettagli | Macao                           | Stati Uniti | Cina        | Russia        |
| 2002 Dettagli | Hong Kong                       | Russia      | Cina        | Germania      |
| 2003 Dettagli | Andria, Matera, Gioia del Colle | Cina        | Russia      | Stati Uniti   |
| 2004 Dettagli | Reggio Calabria                 | Brasile     | Italia      | Stati Uniti   |
| 2005 Dettagli | Sendai                          | Brasile     | Italia      | Cina          |
| 2006 Dettagli | Reggio Calabria                 | Brasile     | Russia      | Italia        |
| 2007 Dettagli | Ningbo                          | Paesi Bassi | Cina        | Italia        |
| 2008 Dettagli | Yokohama                        | Brasile     | Cuba        | Italia        |
| 2009 Dettagli | Tokyo                           | Brasile     | Russia      | Germania      |
| 2010 Dettagli | Ningbo                          | Stati Uniti | Brasile     | Italia        |
| 2011 Dettagli | Macao                           | Stati Uniti | Brasile     | Serbia        |
| 2012 Dettagli | Ningbo                          | Stati Uniti | Brasile     | Turchia       |
| 2013 Dettagli | Sapporo                         | Brasile     | Cina        | Serbia        |
| 2014 Dettagli | Tokyo                           | Brasile     | Giappone    | Russia        |
| 2015 Dettagli | Omaha                           | Stati Uniti | Russia      | Brasile       |
| 2016 Dettagli | Bangkok                         | Brasile     | Stati Uniti | Paesi Bassi   |
| 2017 Dettagli | Nanchino                        | Brasile     | Italia      | Serbia        |

## Medagliere
| Pos. | Squadra       | 1º posto | 2º posto | 3º posto | Totale |
| ---- | ------------- | -------- | -------- | -------- | ------ |
| 1    | Brasile       | 12       | 5        | 2        | 19     |
| 2    | Stati Uniti   | 6        | 1        | 2        | 9      |
| 3    | Russia        | 3        | 6        | 4        | 13     |
| 4    | Cuba          | 2        | 4        | 2        | 8      |
| 5    | Cina          | 1        | 5        | 3        | 9      |
| 6    | Paesi Bassi   | 1        | -        | 1        | 2      |
| 7    | Italia        | -        | 3        | 4        | 7      |
| 8    | Giappone      | -        | 1        | -        | 1      |
| 9    | Serbia        | -        | -        | 3        | 3      |
| 10   | Germania      | -        | -        | 2        | 2      |
| 11   | Corea del Sud | -        | -        | 1        | 1      |
| 11   | Turchia       | -        | -        | 1        | 1      |